# Shin Jeeg Robot d'acciaio
Shin Jeeg Robot d'acciaio (鋼鉄神ジーグ?, Kōtetsushin Jīgu, Jeeg Dio d'Acciaio) è una serie televisiva anime robotica di 13 episodi realizzata da Gō Nagai e andata in onda per la prima volta in Giappone nel 2007. Costituisce un sequel alternativo rispetto alla storica serie del '75 Jeeg robot d'acciaio, quest'ultima tratta a sua volta da un manga del medesimo nome, scritto e disegnato rispettivamente da Go Nagai e Tatsuya Yasuda
In Italia la serie è stata trasmessa dal 25 giugno al 1º ottobre 2016 su K2, al ritmo di un episodio alla settimana, ogni sabato alle 20:50, all'interno del contenitore Robot Mania. In seguito è stata resa disponibile per lo streaming sulla piattaforma TIMvision e pubblicata in DVD e Blu-ray da Yamato Video.

## Trama
La storia di Shin Jeeg si svolge temporalmente 50 anni dopo gli eventi della serie del 1975 (ma non della serie originale, bensì quella dell'universo parallelo). Il nuovo protagonista è Kenji Kusanagi, un giovane studente liceale destinato a diventare il pilota del nuovo Jeeg per combattere contro gli Haniwa Genjin del Grande Regno Yamatai guidato dalla malvagia regina Himika (risvegliatisi dopo un lungo sonno). Kenji non è l'unico personaggio nuovo della serie. All'interno dei 13 episodi fanno la loro comparsa nuovi protagonisti come Kyo e Tsubaki, mentre molti personaggi della prima serie riappaiono in alcuni casi con ruoli di primo piano (Himika e i suoi perfidi ministri: Ikima, Amaso e Mimashi) in alcuni casi di supporto ai protagonisti (Hiroshi, Miwa, il professor Shiba e Mayumi) in altri casi come semplici fugaci comparse (il professor Dairi e l'equipaggio del Mechadon).

## Personaggi

### Protagonisti
- Kenji Kusanagi (草薙剣児?, Kusanagi Kenji): Il protagonista. Diciassettenne studente della Super Scuola Superiore, esperto di Jūdō, Kendō, Karate e Aikidō, è anche un campione di HMB (Hyper Motorbike). Pilota la moto Raikoba che diventa la testa di Jeeg. È orfano di entrambi i genitori ed è cresciuto con la bella Tsubaki allevato da Miwa Tamashiro. Poi è andato via diventando un pilota di HMB ed è tornato da poco in città.
- Tsubaki Tamashiro (珠城つばき?, Tamashiro Tsubaki): Nipote diciassettenne di Miwa, è la sacerdotessa al Tempio Mafutsusu. Navigatrice e addetta a armi e lancio dei componenti del Big Shooter. È molto legata a Kenji e dimostra di possedere un legame speciale con la campana di bronzo. Sarà l'amore che lei prova per Kenji (ricambiata) a distruggere la regina Himika ed a sconfiggerla.
- Kyo Misumi (美角鏡?, Misumi Kyō): 17anni, caratterialmente l'antitesi di Kenji in quanto freddo e calmo. Dato che è nella stessa sua squadra di HMB, sono rivali sul quale sia il migliore. Pilota principale del Big Shooter. Nasconde un segreto nel suo passato. Kyo in realtà è uno dei due alieni che si era opposto all'attacco da parte della regina Himika. Il suo vero aspetto viene rivelato a metà serie quando dice di chiamarsi Takeru e diventando un gigante dalla chioma fluente ed armato di una potente spada. Verrà ucciso da Ikima in un duello all'arma bianca.
- Senjiro Shiba (司馬遷次郎?, Shiba Senjirō): Il capo della Build Base e padre di Hiroshi del Jeeg originale.
Nella serie originale il prof. Shiba muore nella prima puntata, in questa nuova serie risulta vivo e vegeto nonostante l'avanzata età.
- Miwa Tamashiro (珠城美和?, Tamashiro Miwa): Nome da nubile: Miwa Uzuki (卯月美和?, Uzuki Miwa). È la Micchi della prima serie, opportunatamente invecchiata dopo 50 anni. Pilota dell'epoca del Big Shooter e partner di Hiroshi, vive in un tempio vicino alla Build Base. Al termine della serie tornerà in combattimento a fornire ad Hiroshi, anche lui ritornato a combattere, i componenti.
- Comandante Mitsuko Yagyu (柳生隊長?, Yagyuu Mitsuko Daichō), Soldato Monko Saotome (早乙女隊員?, Saotome Monko Taiin), Soldato Tatsuko Mido (身堂隊員?, Midō Tatsuko Taiin): sono tre soldatesse (le ultime due riprese da due personaggi maschili del manga Violence Jack) rimaste intrappolate nella zona sigillata ma dalla quale sono riuscite a fuggire scoprendo di trovarsi 50 anni nel futuro. Diventano i Build Angels, piloti di tre caccia che aiuteranno Jeeg ed il Big Shooter nella lotta.
- Hiroshi Shiba (司馬宙?) - Chiamato il "Jeeg Originale", Hiroshi è un cyborg umano che 50 anni fa ha combattuto insieme a Miwa contro il Grande Regno Yamatai, finendo bloccato nella Zone. Dopo 50 anni, si è riunito con lei ed apparirà in seguito accanto a Kenji e agli altri per distruggere definitivamente il Grande Regno Yamatai. Gridando Change Cyborg, può trasformarsi nella testa di Jeeg e di unirsi poi ai componenti del Jeeg Originale lanciati dal Big Shooter.

### Nemici
- Himika (妃魅禍?, Himika): La Regina del Regno Jamatai. Ha come unico scopo la conquista della Terra a discapito degli umani, e il suo primo obiettivo è la Dotaku, la campana di bronzo in mano a Senjiro Shiba, che le permetterà di raggiungere i suoi scopi malvagi. Dopo un lungo sonno durato 50 anni, la regina si risveglia assieme ai suoi ministri e non intende rinunciare ai suoi propositi di conquista, inviando i terribili Haniwa Genjin che ora si scontrano con la nuova versione di Jeeg pilotata da Kenji.
- Ikima (壱鬼馬?, Ikima): Ministro della regina Himika. Fisicamente il più piccolo dei tre araldi della regina, è però quello dalle sembianze più umane. Alla sua prima apparizione emerge da una roccia dalle sembianze umanoidi e, al cospetto della sua sovrana, riceve da lei un bacio appassionato con il quale trasferisce al ministro il potere di creare un terribile mostro Haniwa.
- Mimashi (壬魔使?, Mimashi): Fisicamente possente, è dotato di due corna sul capo capaci di proiettare terribili raggi energetici. La parte sinistra del corpo appare scarnificata e dall'aspetto mostruoso.
- Amaso (阿磨疎?, Amaso): Ha un aspetto mostroide, con lunghe braccia flessibili, una piccola testa con occhi rossi sporgenti e i caratteristici spuntoni che adornano il capo come una criniera di cristallo. Può mutare la sua forma e diventare ancora più muscoloso e imponente.
- Soldati Jamatai: hanno le sembianze di guerrieri dell'epoca medievale giapponese, con una maschera inespressiva ma con movenze e atteggiamento da zombie. Si spostano a bordo di veicoli volanti dall'aspetto di manufatti Haniwa.
- L'impero Jamatai (Jamadai Oukoku): Impero malefico governato dalla regina Himika. Il regno ha la sua base all'interno di una torre dall'aspetto tetro e diabolico al centro del Kyushu.

## Mecha

### Jeeg
Jeeg d'Acciaio (鋼鉄ジーグ?, Kōtetsu Jīgu) è il mecha di Kenji Kusanagi, che lo pilota dalla moto Raikoba che ne forma la testa.
Il resto del corpo è formato dai componenti lanciati dal Big Shooter. A differenza della serie originale, dove tutti i componenti venivano lanciati dai "tubi" dei Big Shooter qui gambe e braccia sono lanciati dai tubi ma il corpo (ed i fianchi) dalla parte centrale molto più ampia.
Nel Big Shooter sono inseriti solo i componenti per il Jeeg antropomorfo ed i Mach Drill, gli altri componenti sono lanciati dai Giga-Shooter.
Da notare come i componenti del nuovo Jeeg siano quelli usati dal Jeeg originale.

### Fulmine d'acciaio
Fulmine d'acciaio (雷鋼馬?, Raikōba)(che significa "Cavallo Fulmine di Ferro") è una moto creata dai genitori di Kenji innestando al suo interno una seconda campana di bronzo. Questo permette a Kenji di pilotare il nuovo Jeeg senza bisogno di essere un Cyborg. È infatti la moto e non il pilota a diventare la testa del nuovo robot.

### Big Shooter (Nuovo)
La navetta che lancia i componenti a Jeeg. A differenza del Big Shooter originale è composta da una navicella simile ad un caccia aerodinamico (la parte "rossa") e da un modulo di trasporto (la parte inferiorire dalla quale vengono lanciati i componenti). È un mezzo biposto, pilotato da Kyo mentre Tsubaki si occupa del lancio dei componenti. In realtà Tsubaki può effettuare tutte e due i compiti contemporaneamente.

### Giga-Shooter
Vengono ritrovati quando viene esplorata la vecchia base antiatomica (Build Base). Sono degli enormi convogli ferroviari trasformati in grandi cannoni in grado di lanciare i componenti aggiuntivi del vecchio Jeeg a grandissima distanza. La nuova base antiatomica ne userà fino a tre contemporaneamente durante la serie.

### Mostro Haniwa
I Mostri Haniwa (ハニワ幻神?, Haniwa Genjin) sono i mostri combattuti dai Jeeg.
Da notare come, diversamente dalla serie originale, il "Jin" di Haniwa Genjin è formato dal kanji 神 (?) che significa "Dio", "Divino", mentre nella vecchia serie il kanji era 人 (?) che significa "uomo", "persona".

### Baruba
Baruba (破瑠覇?, Baruba) è un costructo tigre che, durante la serie, si confronterà con Jeeg per vedere se è degno di essere servito. Quando finalmente Kenji riesce a sconfiggerlo Baruba diventerà un suo fedele aiutante. Come Antares nella serie originale, si può agganciare con Jeeg a formare una sorta di centauro (in questo caso, al posto della testa, Jeeg si aggancia alla parte posteriore del corpo, richiamando graficamente il Granduca Gorgon, altro personaggio di Go Nagai). Nell'ultima puntata, grazie alla seconda campana di bronzo, Baruba e Jeeg, insieme ai componenti del Jeeg di Hiroshi, diventano il potentissimo Kotetsushin Jeeg (Jeeg Dio di acciaio).

### Jeeg originale
Jeeg (磁偉倶?, Jiigu) è il mecha di cui Hiroshi Shiba diviene la testa. Da notare come, a differenza della serie televisiva, qui il nome sia composto di kanji (stessa sorte toccata ai nomi dei membri del Grande Regno Yamatai), e abbia perduto il "titolo" di "Kotetsu\Acciaio", riservato, in questa serie, esclusivamente al mecha di Kenji.

### Big Shooter (vecchio)
La navetta di supporto del Jeeg originale. Pilotata da Miwa.

## Episodi
| Nº | Titolo italiano Giapponese 「Kanji」 - Rōmaji | In onda        | In onda           |
| Nº | Titolo italiano Giapponese 「Kanji」 - Rōmaji | Giapponese     | Italiano          |
| 1  | Contatto! Jeeg robot d'acciaio! 「ビルドアップ！鋼鉄ジーグ!!」 - birudoappu! kōtetsu jigu!! | 5 aprile 2007  | 25 giugno 2016    |
| 1  | Sono passati 50 anni dalla grande battaglia in cui Hiroshi Shiba, all'interno di Jeeg è riuscito a sconfiggere il regno Yamatai e a salvare la terra dall'invasione nemica. Dopo quella battaglia nulla è più come prima. La zona del Kyushu, teatro della battaglia, è da tempo avvolta da una imponente nube scura che ne rende impossibile l'accesso a qualsiasi essere umano. Il professor Shiba, a capo della nuova fortezza antiatomica tiene da anni sotto controllo la zona del Kyushu, convinto che il regno Yamatai sia stato sconfitto ma non eliminato definitivamente. E dopo 50 anni le sue preoccupazioni si rivelano esatte. Il protagonista della storia è Kenji Kusanagi, un giovane di diciassette anni che frequenta la Scuola Superiore. Il ragazzo inoltre è pilota una moto HMB (Hyper Motor Bike) con la quale disputa competizioni agonistiche assieme al suo amico-rivale Kyo. Durante una tranquilla giornata di sole degli strani segnali energetici vengono rilevati all'interno del Kyushu e un terribile terremoto sconquassa la città e parte di una montagna frana disastrosamente riportando alla luce dei manufatti di un'epoca ormai dimenticata. Gli oggetti misteriosi, simili a campane di terracotta, si animano magicamente e si aggregano tra loro formando un terribile mostro di roccia che inizia a muoversi ed attaccare la città. Il regno Yamatai si è risvegliato. Sotto la guida di Miwa Tamashiro (visibilmente invecchiata) toccherà a Kenji ereditare da Hiroshi Shiba il gravoso compito di difendere il mondo dai mostri Aniba, utilizzando una moto che si trasforma nella testa del nuovo Jeeg. Alla bellissima Tsubaki Tamashiro, amica di Kenji e nipote di Miwa, toccherà invece raccogliere l'eredità della stessa Miwa, e a bordo del nuovo Big Shooter essere pronta a lanciare i componenti che unendosi alla testa pilotata da Kenji formeranno il nuovo Jeeg Robot. Spaesato dalla situazione in cui si trova quasi inconsapevolmente, Kenji fatica a comprendere il suo ruolo ma dopo essere divenuto Jeeg dimostra coraggio e grinta e inizia la sua prima battaglia contro il mostro Aniwa, riuscendo con varie peripezie, e sotto la guida di Miwa, Tsubaki e del dottor Shiba, a metterlo fuori combattimento. La nuova guerra è appena iniziata! |                |                   |
| 2  | Il risveglio dell'impero! 「蘇る妃魅禍！復活！邪魔大王国」 - yomigaeru kisaki mi ka! fukkatsu! jama daiō kuni | 12 aprile 2007 | 2 luglio 2016     |
| 2  | La malvagia regina Himika, risvegliatasi dal lungo sonno, chiama a raccolta i suoi ministri Ikima, Mimashi e Amaso, e dichiara l’intento di proseguire ciò che è stato interrotto 50 anni prima, ovvero lo sterminio del genere umano e la conquista della terra. Alla base antiatomica, Kenji, dopo aver curato le ferite della prima battaglia, inizia duri allenamenti con Kyo, mentre il dottor Shiba e Miwa lo istruiscono sul gravoso compito che lo aspetta. Alla base il ragazzo fa la conoscenza anche di Mitsuko, Monko e Tatsuko, tre ragazze abilissime piloti di tre caccia di supporto alla base soprannominate “gli Angeli”. Il mostro Aniwa appena sconfitto da Jeeg riprende improvvisamente vita e, alimentato dal potere della regina Himika, risorge molto più potente. Kenji non esita ad affrontarlo e, divenuto Jeeg, gli si scaglia addosso, ma durante la battaglia capisce che non basta il coraggio per contrastare un nemico così forte, ma serve anche intelligenza e attenzione. Individuata la sorgente dell’energia del mostro, Jeeg la distrugge, facendo poi a pezzi ciò che resta del nemico. Himika accetta la sconfitta con perplessità ma, resasi conto che anche questo Jeeg trae energia da una campana di bronzo, nascosta al suo interno, si entusiasma all'idea di conquistarla. |                |                   |
| 3  | Doma il cavallo imbizzarrito! 「じゃじゃ馬ならし！炸裂！地獄ビンタ」 - jaja uma narashi! sakuretsu! jigoku binta | 19 aprile 2007 | 9 luglio 2016     |
| 3  | Miwa racconta a Kenji, Tsubaki e Kyo le evoluzioni della grande battaglia di 50 anni prima: durante quel combattimento con Himika, Jeeg, guidato da Hiroshi, era ormai sul punto di essere piegato dal nemico quando all'improvviso sulla fronte del robot era emersa la sagoma della mitica campana di bronzo dalla quale era partito un raggio di energia che aveva finito per colpire la bocca di un vulcano provocando la fuoriuscita della grande nube che avrebbe avvolto per molto tempo il Kioshu. Alla guida del Big Shooter Miwa era stata scaraventata fuori dalla zona di battaglia, il monte Aso, situazione che se da un lato le aveva permesso di non restare imprigionata tra le nubi del Kioshu, dall'altro le provocava da anni emozioni decisamente tristi, ovvero il rimorso per non essere stata di aiuto a Hiroshi e la preoccupazione sulle sorti dello stesso. Rimasta poi da sola con Tsubaki, Miwa stimola la nipote ad accompagnare Kenji nelle battaglie future, dicendole: “ricordati che il Big Shooter e Jeeg sono una cosa sola” Nel frattempo la Regina Himika prepara e sferra il nuovo attacco mettendo a disposizione dei suoi ministri un mostro più potente del precedente che sotto forma di cavallo risulta essere velocissimo e difficile da colpire. Dopo essersi trasformato in Jeeg, Kenji affronta il mostro che però sembra avere la meglio su di lui. È a quel punto che Tsubaki, memore dei consigli della nonna, accorre in aiuto di Jeeg che, ripresosi, riesce a vincere la battaglia annientando il nemico. |                |                   |
| 4  | Scontro sottomarino! 「決死の水中バトル！列車砲準備よし！」 - kesshi no suichū batoru! resshahō junbi yoshi! | 26 aprile 2007 | 16 luglio 2016    |
| 4  | Le nubi che avvolgevano il Kioshiu iniziano ad avvolgere le città vicine coprendo anche il tratto di cielo sopra la base e, diradandosi, rendendo per la prima volta visibile la zona del Kioshiu. Kyo e Tsubaki partono assieme a tre collaboratori del professor Shiba alla ricerca della vecchia base antiatomica con la speranza di reperire dati e materiali perduti per anni, e arrivati sul posto si rendono conto che la struttura della base è demolita dalla vecchia battaglia ma ancora in piedi senza alcun cedimento dovuto al tempo. Nel frattempo Kenji alla base continua i suoi allenamenti, stavolta affrontando su un ring il comandante degli “Angeli” Mitsuko che lo sconfigge facilmente anche approfittando del fatto che Kenji è eccessivamente distratto dalle forme della ragazza. La particolare attenzione di Kenji al fisico di Mitsuko provoca una reazione di gelosia in Tsubaki, che per la prima rivolta evidenzia segnali di un sentimento verso Kenji che va oltre la semplice amicizia. Himika decide nel frattempo di far risorgere dalla terra l’esercito dei suoi guerrieri Yamatai e li manda all'attacco contro l’esercito terrestre che fatica a difendersi. Kenji, a bordo della sua moto, corre in soccorso dei soldati e riesce a tenera a basa i soldati di Himika che a questo punto invia all'attacco il nuovo mostro guerriero, stavolta con le sembianze di un pesce programmato per una battaglia in mare. Kenji si trasforma in Jeeg ma il mare non è il terreno di scontro ideale per lui. A salvare la situazione è Kyo che annuncia che alla vecchia base antiatomica sono stati ritrovati i componenti sottomarini del vecchio Jeeg, perfettamente funzionanti e integrabili col nuovo mecha. Ricevuti i componenti sottomarini, Jeeg sconfigge il nemico, mentre il dottor Shiba e Miwa analizzando i dati ricevuti trovano la conferma ai sospetti che Shiba nutriva da tempo: nella zona del Chioshiu il tempo si è fermato e tutto è fermo 50 anni indietro. |                |                   |
| 5  | Lo spaventoso inganno dell'impero Yamatai! 「無我夢中?!恐るべし、邪魔大王国の罠」 - mugamuchū?! osorubeshi, jama daiō kuni no wana | 10 maggio 2007 | 23 luglio 2016    |
| 5  | Kenji all’interno di Jeeg, assistito dagli “Angeli” e da Kyo e Tsubaki all'interno del nuovo Big Shooter, affronta un mostro Aniwa che all’improvviso li investe con un raggio di luce accecante. Tutti i ragazzi entrano in una fase di trance e vengono proiettati in un mondo parallelo costruito dai loro ricordi. Kyo ricorda il giorno in cui assistette a uno scontro tra una donna del mondo Yamatai decisa a ribellarsi alla sete di conquista del suo popolo e la regina Himika in persona. Nello scontro la donna era assistita da un essere enorme con le sembianze di un mecha felino. Kenji ritrova nei suoi ricordi i suoi genitori che dopo averlo salutato si dirigono verso una misteriosa missione e successivamente ricorda anche che da adolescente si era recato a vivere dalla nonna di Tsubaki, Miwa, prodiga verso di lui di consigli come “Finché tu resterai concentrato e non distoglierai lo sguardo dal nemico tutto andrà bene” I ragazzi si ritrovano tutti insieme nel mondo parallelo all'interno della mensa scolastica e si rendono finalmente conto di quanto sta accadendo. È proprio ricordando le parole dette a Kenji dai Miwa che trovano la concentrazione giusta per uscire dallo stato di trance e dal mondo parallelo, per ritrovarsi nel mondo reale nello stesso attimo in cui erano stati ipnotizzati, ovvero faccia a faccia col mostro Aniwa che è pronto a sferrare l’attacco finale approfittando del "sonno" dei suoi avversari. Evitato l'attacco per un soffio e capito il trucco, Kenji e i suoi amici riescono ad evitare di essere investiti nuovamente dal fascio di luce del mostro che finisce disintegrato dalla forza di Jeeg. Quando tutto sembra essere tornato alla normalità, dalla terra emerge un nuovo mostro. Kyo lo riconosce: è l’essere che lui stesso ha ricordato durante il suo stato di ipnosi e che assisteva la donna ribelle dell’impero Yamatai La creatura attacca Jeeg che si prepara alla nuova battaglia, ma Kyo, affermando che l'essere si chiama "Baruba", prega Kenji di non usare armi contro di esso in quanto non è loro nemico. In uno scontro puramente corpo-a-corpo Baruba ha la meglio su Jeeg prima di scomparire nuovamente. Tornati alla base tutti i ragazzi si interrogano sull'origine di una creatura simile e si pongono molte domande di cui solo Kyo sembra avere le risposte, celate però dal suo ermetico e misterioso silenzio. |                |                   |
| 6  | Allenamento! 「摩訶不思議！大黒様もビルドアップ！」 - makafushigi! daikoku sama mo birudoappu! | 17 maggio 2007 | 30 luglio 2016    |
| 6  | La regina Himika è preoccupata dell’entrata in scena di Baruba e contemporaneamente si interroga sul destino toccato in passato al suo grande nemico Hiroshi Shiba, custode tra le altre cose della campana di bronzo che lo rendeva potente. Decisa a impossessarsi di entrambe le campane, invia Ikima nella zona dell’ultima grande battaglia di 50 anni prima, mentre a Musashi e Amaso viene dato il compito di attirare ed affrontare il nuovo Jeeg con un nuovo mostro. Kenji, inizialmente riluttante per pigrizia, accetta, su input di Tsubaki e degli “Angeli”, di iniziare un duro allenamento al fine di migliorare le fasi di agganciamento dei componenti di Jeeg, ma proprio alla fine dell’allenamento viene informato della presenza del nuovo mostro Aniwa, guidato da Amaso e Musashi, che sta distruggendo tutto ciò che incontra sul suo cammino. Completate le fasi di agganciamento di Jeeg, Kenji affronta il nemico e lo scontro è durissimo anche perché anche il nuovo Aniwa utilizza, come Jeeg, una serie di componenti intercambiabili che ne variano gli attacchi. Per poter avere una possibilità di vittoria, Kenji si convince a ricorrere ai suoi componenti più difficili da usare, i missili perforanti. Con una manovra difficilissima, Kenji porta a compimento l’agganciamento dei missili e riesce a sconfiggere il mostro. Alla base anche Miwa si interroga su dove possa essere finito Hiroshi e, come Himika, anche lei si convince ad indagare nella zona in cui aveva visto Jeeg per l’ultima volta 50 anni prima. |                |                   |
| 7  | L'ho visto nella nebbia! 「侵入！高千穂の峰へ！霧の大地にヤツを見た！」 - shinnyū! takachiho no mine he! kiri no daichi ni yatsu wo mita! | 24 maggio 2007 | 6 agosto 2016     |
| 7  | Improvvisamente alla base si presentano Kikue e Mayumi, moglie e figlia del professor Shiba. Entrambe, essendo rimaste imprigionate per 50 anni nella zona grigia (dove il tempo si è fermato), risultano ancora molto giovani rispetto al professore che, dopo un iniziale stupore le abbraccia calorosamente, scusandosi per non essere riuscito a proteggerle. La famiglia Shiva è ora di nuovo quasi al completo; manca solo Hiroshi, di cui nessuno sa più nulla tranne che le residue speranze di ritrovarlo siano di cercarlo nella zona della grande battaglia di 50 anni prima. La spedizione per ritrovare Hiroshi è composta da Kenji, Tsubaki, Kyo, Miwa e i tre angeli (Mitsuko, Monko e Tatsuko) che partono diretti al centro della zona del Kioshu che però presenta notevoli problemi di avvicinamento, essendo teatro di fastidiose emissioni magnetiche. Trovato un buon punto di atterraggio, seppur avvolto da una fitta nebbia, la spedizione è in procinto di iniziare le ricerche quando davanti a loro appare la perfida figura di Ikima che circonda i nemici con i suoi soldati esclamando “Morirete nello stesso punto in cui è morto Hiroshi Shiba”. Quando la situazione sembra disperata entra in scena Baruba, di cui finalmente Kyo (l’unico a conoscerne origine e caratteristiche) svela la natura: “Baruba è un Dio… chi lo riuscirà a domare ne avrà la fedeltà” Baruba si scaglia contro Ikima, dando la possibilità ai terrestri di liberarsi dei soldati Jamatai e a Kenji il tempo necessario per trasformarsi in Jeeg. Ikima si ritira e a quel punto Baruba non esita ad attaccare Jeeg dando vita a un cruento corpo-a-corpo da cui nessuno dei due esce vittorioso. Dopo diversi scontri il mostro fissa per qualche attimo Jeeg prima di scomparire nuovamente nella nebbia, mentre Kyo, sofferente, sembra dimostrare una sorta di filo mentale che lo lega a Baruba. Terminata la battaglia la spedizione si ricompone per iniziare le ricerche di Hiroshi e mentre Miwa ripensa alle parole di Ikima (“Morirete nello stesso punto in cui è morto Hiroshi Shiba”) nella nebbia appare una sagoma: è la carcassa del vecchio Jeeg, accasciata su una rocca e senza la testa. |                |                   |
| 8  | Scambio completato! 「愛の力でジーグを狙え！換装完了 高度1万メートル！」 - ai no chikara de jigu wo nerae! kansō kanryō kōdo 1 man metoru! | 31 maggio 2007 | 20 agosto 2016    |
| 8  | Nella zona di stasi Tsubaki rinviene il corpo di Jeeg privo di testa, ormai già nelle mani della malvagia regina Himika che tenta invano di estrarre la campana di bronzo senza risultato, perché la forza spirituale di Hiroshi Shiba ancora è in grado di resistere. Nel frattempo il team degli eroi continua la sua ricerca e a Kenji viene spiegata la natura della campana di bronzo, presente nel corpo di Hiroshi Shiba ma anche nella moto Raikoba, installata proprio dai genitori del ragazzo quando erano parte del Progetto Jeeg. Tsubaki stupisce tutti dicendo che la campana è già nelle mani di Himika: ella ha avuto una visione quando ha toccato la gamba di Jeeg. Nel frattempo Himika, vista l'impossibilità a estrarre la campana di bronzo dalla testa di Jeeg, decide di inviare un Haniwa Genjin per recuperare l'altra campana in mano ai terrestri, quella nella moto di Kenji. Il mostro volante attacca e Jeeg deve usare i componenti Sky Parts per affrontarlo ad armi pari... |                |                   |
| 9  | Annientate la base antiatomica! 「非情なる策略！ビルドベース殲滅作戦！」 - hijō naru sakuryaku! birudobesu senmetsu sakusen! | 14 giugno 2007 | 27 agosto 2016    |
| 9  | Durante l’ennesimo combattimento contro un mostro Aniwa, Jeeg, in difficoltà, viene salvato dall'intervento di Tsubaki che riesce, senza aiuti tecnologici, ad individuare la posizione di Kenji, sorprendendo se stessa e anche Himika che, seguendo la battaglia, intuisce che la ragazza è custode di un potere particolare. Jeeg si riprende e distrugge il mostro riportando almeno per un po' la serenità sulla terra. Tornati alla base, i ragazzi si dividono. Tsubaki è particolarmente provata e si reca nella sua camera dove chiede a sua nonna quale mistero si nasconda dietro al potere che le ha permesso di aiutare Jeeg nella battaglia. Anche Kyo sembra sofferente di un malessere di cui il professor Shiba sembra essere a conoscenza, mentre Kenji, ricordando un giorno in cui la madre gli fece promettere di proteggere sempre Tsubaki, inizia a intuire che il destino dei suoi genitori, quello di Tsubaki e anche il suo siano stati legati da un unico filo conduttore. Deciso a conoscere la verità, il ragazzo si presenta da Shiba ma proprio mentre il professore inizia a spiegare le cose viene segnalata la presenza di un mostro Aniwa vicino alla città. Himika e i suoi ministri Amaso, Ikima e Musashi mettono in pratica il loro diabolico piano e, mentre Kenji affronta il mostro, essi distruggono tutti i Giga Shooter vicino alla base, impedendo così di fatto a Tsubaki e al dottor Shiba di inviare a Jeeg la maggior parte dei componenti di terra. Dopo uno scontro cruento, utilizzando i missili perforanti e approfittando dell’intervento inaspettato di Baruba, Kenji riesce ad avere la meglio sul mostro Aniwa ma contemporaneamente l’astronave di Himika si posiziona sopra il Big Shooter attirandolo verso il proprio interno. A cercare di salvare Kyo e Tsubaki intervengono “Gli angeli” ma i loro caccia vengono abbattuti e le tre ragazze si salvano eiettandosi al di fuori degli aerei poco prima della loro distruzione. Kenji vorrebbe precipitarsi ad aiutare i suoi amici ma deve nuovamente scontrarsi con Baruba che lo attacca violentemente scatenando nel ragazzo una rabbia improvvisa culminante nell'urlo “Io salverò Tsubaki anche a costo della mia vita”. Resosi conto che Kenji è guidato da sentimenti nobili, Baruba improvvisamente cambia atteggiamento e finalmente decide di non combattere più Jeeg ma di aiutarlo nella sua guerra. Nel frattempo Il Big Shooter giace sul fondo del mare con Kyo all’interno privo di sensi mentre Tsubaki, in stato di incoscienza, è protagonista di uno strano cerimoniale condotto dalla regina Himika. |                |                   |
| 10 | Il rituale malefico di Himika! 「囚われたつばき！邪悪なる妃魅禍の儀式！」 - torawa retatsubaki! jaaku naru kisaki mi ka no gishiki! | 21 giugno 2007 | 10 settembre 2016 |
| 10 | Intenzionati a salvare Tsubaki, finita nelle mani della regina, Jeeg e Baruba si dirigono all'interno del regno di Himika, sulla vetta del monte Aso e appena arrivati si accorgono che le comunicazioni con la base si sono interrotte a causa del magnetismo causato dal potere dell'Impero Jamatai. A difesa del regno arrivano i primi soldati Haniwa ma Jeeg e Baruba non si fanno intimorire e li spazzano via senza problemi, continuando imperterriti il loro percorso nella base nemica. Ikima si presenta per fare gli onori di casa ed evoca l'Haniwa Genjin Banshoragu, un terribile e gigantesco mostro dalle sembianze demoniache. Il mostro appare invincibile e inattaccabile dalle armi di Jeeg e dagli assalti di Baruba. Kenji è ormai spacciato, stretto in una morsa che non lascia scampo ma il ragazzo ha una volontà incrollabile e la sua forza mentale evoca la campana di bronzo. Baruba, ferito dal mostro, si rialza spavaldo e in uno sfolgorio di luce si lancia verso Jeeg generando un nuovo mecha in cui il corpo di Jeeg si incastra in quello di Baruba dando vita a una sorta di centauro-cyborg (come faceva il Jeeg del 1975 con il mecha “Pegasus”). Grazie ad un colpo di "Baruba Storm", una potente emissione energetica dalla sua bocca, l'Haniwa viene spazzato ma proprio in quel momento Hikima. ormai a conoscenza del segreto delle due campane di bronzo, riesce a portare a termine il rituale che le permette di impossessarsene. La prima campana fuoriesce dalla testa del vecchio Jeeg, dalla quale spunta Hiroshi Shiba, svenuto e in stato in incoscienza. La seconda campana viene rubata dalla moto di Kenji che si getta a proteggere Tsubaki svenuta. Nel momento in cui la regina si appresta a uccidere i due ragazzi, improvvisamente appare Kyo, che, mutando il suo aspetto in un gigante dalla chioma argentata, finalmente svela a Kenji la sua vera identità. Egli in realtà si chiama Takeru ed è un alieno atterrato sulla Terra nel passato assieme a sua sorella Miyazu, che però in quest'epoca, era conosciuta come Miya Kusanagi, ossia la madre di Kenji. Takeru racconta che nel corso di una guerra interstellare, che durava da decine di migliaia di anni i due fratelli erano a bordo di una nave spaziale chiamata Langun, alla deriva nel cosmo, al cui interno viaggiavano anche altri alieni tra cui Himika e i suoi ministri. Una volta giunti sulla terra gli occupanti della nave erano stati costretti a compiere una scelta: vivere con gli esseri umani o dominarli? Dopo aver vissuto un po' sulla terra, Takeru e Miyazu avevano deciso per la soluzione pacifica ma Himika aveva altre intenzioni, rivendicando la loro natura di guerrieri scelti come avanguardia di distruzione. Le opposte intenzioni avevano portato a un brutale scontro; da una parte Himika e i suoi seguaci; dall'altra i due fratelli aiutati da Baruba. Rivelandosi uno scontro molto equilibrato, Takeru e Miyazu avevano infine optato per una soluzione alternativa, ovvero imprigionare Himika e i suoi ministri nella roccia utilizzando la loro sacra spada, soluzione che però avrebbe destinato a loro due l’identico destino. Prima di farlo, i due fratelli avevano preso le unita' di controllo della Langun, due Campane di Bronzo. Addormentati per molto tempo, Takeru e Miyazu erano stati trovati e risvegliati anni dopo dal Professor Shiba e, consci che il sonno di Himika non sarebbe stato eterno, avevano iniziato a collaborare con lui fondando la Base antiatomica e affidando la prima campana di bronzo al figlio del Professore, Hiroshi Shiba. Terminato il racconto, Takeru, si prepara ad affrontare Himika in un'ultima e sanguinosa battaglia ma prima rivolge a Kenji una frase enigmatica: "È arrivato il momento per te e Tsubaki di prendervi per mano, perché lei ha protetto questa terra per tutto questo tempo: ella è la Fanciulla di Mafutsutsukujin, colei che eredita la loro volontà in questo mondo e tu Kenji hai ereditato il potere di controllare questa volontà” Takeru si getta nell'ultimo combattimento e affronta i ministri di Himika uccidendo Mimashi ma venendo ferito a morte da Ikima. Nella zona della battaglia arrivano a bordo di motociclette “Gli Angeli” che aiutano Kenji a portare in salvo Tsubaki e Hiroshi. |                |                   |
| 11 | La luna! 「月を睨め!!悪を絶つ、不屈の想いで！」 - tsuki wo nirame!! aku wo tatsu, fukutsu no omoi de! | 28 giugno 2007 | 17 settembre 2016 |
| 11 | Quando arrivano alla Base, Kenji e gli “Angeli” si accorgono che è stata devastata dall'attacco dei nemici ma che il personale si è salvato nella sezione sotterranea dell'installazione, perfettamente operativa e funzionante. Dai contatti con le Forze di Difesa nel Kioshu si apprende che le comunicazioni sono nuovamente funzionanti dal momento che durante l'ultimo conflitto sono state promulgate enormi masse di energia magnetica che hanno, tra le altre cose, dissipato completamente la zona di stasi, rendendola finalmente accessibile. Nel Kioshu però non vi è più traccia della presenza di Himika e pertanto il professor Shiba decide di chiamare in causa la Build Station, la base nello spazio comandata dal professor Dairi e subito dopo opera il figlio Hiroshi, il quale si sveglia e appare recuperato pienamente tranne che nella vista, dal momento che una lesione al nervo ottico gli impedisce temporaneamente di vedere nitidamente. Il ragazzo può così riabbracciare la madre e la sorellina, ma soprattutto Miwa, la quale attendeva questo momento da 50 anni, una lunga attesa che ha segnato il suo volto. Attraverso la vista offuscata Hiroshi intravede i lineamenti non più giovani della compagna che si ritrae per la vergogna e dispiacere ma non c'è amarezza nel sorriso sincero del ragazzo che sussurra: "Sono ritornato". Kenji intanto si dispera per aver perso il potere che consentiva alla sua Raikoba di trasformarsi nell'abitacolo di Jeeg e i numerosi tentativi portano solo a inevitabili fallimenti. È proprio al termine dell’ennesimo tentativo andato male che Kenji incontra per la prima volta Hiroshi. Il figlio di Shiba racconta al giovane la natura delle Campane di Bronzo, che costituiscono il nucleo di Jeeg, senza le quali non è possibile trasformarsi nel robot e poi ripercorre gli ultimi momenti della battaglia contro Himika sul monte Aso di 50 anni prima, ma i ricordi gli sfuggono e allora incita Kenji a non arrendersi e a concentrarsi per trovare una strategia da adottare per affrontare il regno Jamatai anche privi del sostegno di Jeeg. Kenji passeggiando in spiaggia, ripensa alle ultime parole di Kyo e incontra Tsubaki, ancora convalescente dopo la disavventura nel regno nemico, e dopo aver riflettuto insieme sulla misteriosa natura degli antichi poteri che sono stati loro donati i due si abbracciano consapevoli dell’affetto reciproco che li unisce. Improvvisamente suona l'allarme: Gli strumenti della base rivelano che Himika è nello spazio e alla base il personale è al lavoro per trovare il punto esatto in cui si trova la regina ma Tsubaki, accorsa alla base insieme a Kenji, li precede, e grazie alle sue capacità, percepisce il luogo esatto in cui si trova Himika, la Luna! La ragazza percepisce anche un'enorme energia, ancor più potente della campana di bronzo: è la nave con cui gli alieni sono giunti in questa zona dello spazio, secoli addietro. Kenji non ha esitazioni su come muoversi: bisogna riprendersi le campane di bronzo per sconfiggere il nemico. Il professor Shiba, compiaciuto per la determinazione del ragazzo, controlla gli ultimi dettagli e, con l’appoggio di tutti, fa decollare il Build Shuttle, una navetta spaziale semisferica, facendo rotta verso la luna, e affrontare la temibile regina una volta per tutte per la salvezza dell'umanità. |                |                   |
| 12 | L'avvento della grande campana di bronzo! 「最終決戦! 大銅鐸、立つ!」 - saishūkessen! dai dōtaku, tatsu! | 5 luglio 2007  | 24 settembre 2016 |
| 12 | Il team della base antiatomica arriva sulla Stazione spaziale, dove vengono accolto dal professor Dairi, che saluta con calore i compagni che non vedeva da tempo. C'è però poco tempo per i convenevoli: sulla Luna è stata rilevata una forte emissione energetica, assai più potente delle campane di bronzo un tempo in possesso al professor Shiba. È Himika infatti che sta perpetrando i suoi loschi rituali per ottenere il potere che le consentirà di spazzare via i terrestri e conquistare il pianeta. Non essendoci tempo da perdere il professor Shiba ordina un attacco immediato e con un massiccio schieramento di forze aeree inizia l’attacco a Himika, la quale risponde con terribili fasci energetici distruttori che, partendo dalla sua nave, mettono in grande difficoltà i terrestri. Utilizzando un'arma segreta, un gigantesco cannone orbitante, Shiba riesce a colpire le strutture che emettono i raggi, salvando molti piloti dei caccia e permettendo a Kenji, Tsubaki e Hiroshi di penetrare nella base aliena coi due Big Shooter. All'interno della base nemica Hiroshi, anche senza potersi trasformare in Jeeg combatte i nemici nella sua forma umana, mentre Kenji, dietro consiglio di Tsubaki, si getta contro un gigantesco muro di roccia che miracolosamente assorbe i corpi dei ragazzi per portarli in una dimensione onirica dove la regina domina incontrastata. Kenji, pronto a difendere Tsubaki ad ogni costo, combatte contro Himika con la sua forza spirituale. Himika, forte del potere delle due campane di bronzo appare invulnerabile ma a Kenji tornano in mente le parole di Kyo: "Kenji! È arrivato il momento per te e Tsubaki di prendervi per mano! Kenji, quando avrai compreso il vero significato della Campana, sarà la fine di questo conflitto". Preso coraggio il ragazzo stinge la mano della compagna e i sentimenti dei due generano una energia misteriosa che inaspettatamente fa riapparire le due campane di bronzo rubate, le quali subito dopo ritornano al loro posto, ovvero nella moto di Kenji e nel corpo di Hiroshi. Nello spazio i caccia delle forze di difesa terrestri accusano enormi difficoltà contro i nemici alieni, e Amaso e Ikima già assaggiano il sapore della vittoria quando all'improvviso davanti a loro si materializza il loro incubo peggiore. Con il potere della campana di bronzo e il sostegno di Miwa, ritornata alla guida del vecchio Big Shooter, Hiroshi, dopo tanti anni, si trasforma nuovamente in Jeeg, il robot d’acciaio, seguito a ruota da Kenji che dà vita al nuovo Jeeg. I ministri di Himika, sconvolti nel trovarsi ad affrontare due Jeeg, hanno la peggio nello scontro e muoiono nel nome della loro regina Himika mentre Kenji e i suoi amici si preparano ad ucciderla definitivamente. |                |                   |
| 13 | Il supremo Jeeg! 「鋼鉄神になれ!!」 - kōtetsu Shin ninare!! | 12 luglio 2007 | 1º ottobre 2016   |
| 13 | Continua nello spazio lo scontro tra forze terrestri e l’astronave aliena fino a quando, combinando il potere dell'Over Cross Blaster e dei jet delle Build Angels, viene aperta una breccia nell'astronave e dallo scafo distrutto compare una gigantesca campana di bronzo. Mentre i due Jeeg affrontano un agglomerato di misteriosi spiriti maligni sopraggiunti a dare man forte a Himika, Tsubaki decide di raggiungere la grande campana di bronzo, intuendo che la distruzione della stessa porterebbe alla fine del conflitto. La ragazza viene scortata dalle Build Angels ma la sua sorte sembra segnata quando l’impatto del Big Shooter con l’energia della campana fa esplodere pezzi del veicolo facendo scomparire Tsubaki in un'esplosione di luce. Kenji, assiste alla scena impotente, e dopo aver visto la compagna finire nelle mani del nemico, perde il controllo di se stesso dando sfogo a una rabbia che lo porta a una clamorosa trasformazione: il ragazzo, traendo energia dagli spiriti maligni che sta affrontando e lasciando andare la sua ira, diviene infatti a sua volta un gigantesco spirito maligno che attacca qualsiasi cosa gli si pari davanti. Tsubaki, ancora viva, è riuscita in realtà a raggiungere Himika, che si gode la corruttibilità dell'animo umano rappresentato dalla trasformazione di Kenji. Tsubaki dando fondo ai propri poteri e all'amore che la lega a Kenji riesce a contattare mentalmente il compagno e farlo rinsavire. Contemporaneamente Hiroshi lancia a Kenji la sua campana di bronzo e l’impatto, alimentato dall’arrivo di Baruba che si lancia anch'esso verso Kenji, dà vita a una grande nuvola di luce dalla quale esce un mecha gigantesco: il Kotetsushin Jeeg, un immenso Jeeg pilotato da Kenji, ormai padrone di se stesso, formato dalle due campane di bronzo e dal potere di Baruba. Per distruggere l’ultimo grande spirito maligno, il Kotetsushin Jeeg scaglia un devastante Triple Spin Storm che mette fine al conflitto. Kenji e Tsubaki non perdono tempo e raggiungono Himika, incredula ma ancora convinta del proprio potere e decisa a non arrendersi. I due ragazzi sanno cosa fare e unendo le loro mani danno vita alla grande spada già usata da Takeru e Miyazu per rinchiudere anni prima la regina nella roccia. Himika intuisce il pericolo ma ormai è troppo tardi. I due ragazzi conficcano la spada nel terreno sprigionandone la grande energia che immobilizza e riaddormenta Himika. La guerra è finita e tutti fanno ritorno sulla Terra per riprendere le loro vite normali. La famiglia Shiba deve recuperare 50 anni di ricordi, Hiroshi, affiancato da Miwa, dirige un team motociclistico che porta il suo cognome e Kenji, con al fianco, la dolce Tsubaki, corre nella sua scuderia con la moto di Kyo. Nella prima gara Kenji stacca tutti gli avversari e dopo la prima curva si gode il tramonto che fa da sfondo alle zone circostanti ormai libere da qualsiasi nube o energia negativa. |                |                   |

## Doppiatori
| Personaggio             | Doppiatore originale | Doppiatore italiano |
| ----------------------- | -------------------- | ------------------- |
| Kenji Kusanagi          | Daisuke Ono          | Massimo Triggiani   |
| Tsubaki Tamashiro       | Kana Ueda            | Loretta Di Pisa     |
| Kyo Misumi (Takeru)     | Susumu Chiba         | Guido Di Naccio     |
| Miwa Tamashiro (Uzuki)  | Mako Hyōdō           | Emanuela Rossi      |
| Professor Senjiro Shiba | Youji Ueda           | Renato Cortesi      |
| Miya Kusanagi (Miyazu)  | Yoko Soumi           | Valentina Mari      |
| Regina Himika           | Akiko Kimura         | Irene Di Valmo      |
| Amaso                   | Nobuyuki Kobushi     | Gianluca Tusco      |
| Professor Hiroshi Dairi | Mitsuo Chida         | Emilio Cappuccio    |
| Ikuko Shiba             | Kazusa Murai         | Daniela Cavallini   |
| Hiroshi Shiba           | Junichi Suwabe       | Danilo Di Martino   |
| Mayumi Shiba            | Akiko Kimura         | Ginevra Sgamuffa    |
| Mitsuko Yagyu           | Junko Noda           | Vanina Marini       |
| Monko Saotome           | Natsuki Mori         | Roberta De Roberto  |
| Tatsuko Mido            | Akemi Okamura        | Mattea Serpelloni   |
| Ministro Ikima          | Yuuichi Ishigami     | Edoardo Siravo      |
| Mimashi                 | Daisuke Matsuoka     | Diego Reggente      |